# AFC Challenge League (2024/2025)/Faza kwalifikacyjna
Artykuł prezentuje szczegółowe dane dotyczące rozegranych meczów które będą miały na celu wyłonienie 2 drużyn piłkarskich, które wezmą udział w fazie grupowej AFC Challenge League 2024/2025. Faza kwalifikacyjna odbędzie się 13 sierpnia 2024.

## Mecze
Do startu w fazie kwalifikacyjnej uprawnione były 4 drużyny. Zespoły, które przegrają w tej rundzie, otrzymają prawo gry w fazie grupowej AFC Challenge League.
| Drużyna 1          | Wynik | Drużyna 2        |
| ------------------ | ----- | ---------------- |
| Church Boys United | 1:2   | Paro FC          |
| Abdysz-Ata Kant    | 2:0   | Attack Energy SC |

| 13 sierpnia 2024 14:15 CEST | Church Boys United · Limbu 38' | 1:2(1:1)Raport | Paro FC · 40' Wangchuk · 67' Opoku | Stadion Dasarath Rangasala, Katmandu Widzów: 9 873 Sędzia: Wiwat Jumpaoon |
|                             |                                |                |                                    |                                                                           |

| 13 sierpnia 2024 16:00 CEST | Abdysz-Ata Kant · Dzhumashev 11' · Dżyrgałbek uułu 52' | 2:0(0:0)Raport | Attack Energy SC | Stadion Kurmanbek, Dżalalabad Widzów: 955 Sędzia: Thoriq Alkatiri |
|                             |                                                        |                |                  |                                                                   |